# Rainer Weiss
Rainer Weiss (født 29. september 1932 i Tyskland) er en amerikansk fysiker, der er kendt for sine bidrag indenfor studiet af tyngdekraften. Weiss er professor emeritus ved MIT og adjungeret professor ved Louisiana State University. Han er kendt for opfindelsen af den interferometriske teknik, der er grundlaget for LIGO-projektet. Et projekt der går ud på at detektere gravitationsbølger.
Han fik tildelt Nobelprisen i fysik i 2017, sammen med Kip Thorne og Barry Barish.

## Opvækst
Waiss er af jødisk afstamning og med en far, der var medlem af det kommunistiske parti, måtte han med sin familie flygte fra Nazi-Tyskland, først til Prag og siden til USA, hvor han ad flere omgange fik sin doktorgrad på Princeton University.